# 후쿠토쿠오카노바
후쿠토쿠오카노바 화산(일본어: 福徳岡ノ場)은 일본 오가사와라 제도의 남쪽 가잔 열도에 있는 해저화산이다. 미나미이오섬에서 동북쪽으로 5 km 떨어진 지점에 있다.

## 지리
후쿠토쿠오카노바 화산은 거대한 해저화산으로 두 개의 봉우리와 조면안산암질의 마그마 혼합물로 이루어져 있다. 화산 자체는 2010년에 수 차례 분화하는 등 활발한 활동을 보였다. 화산을 발견하였을 때 물 위의 섬은 1904-05년경 형성되어 드러났으며, 1900년대 경 섬이 몇 개 더 생겨났다.

## 분화사
후쿠토쿠오카노바에 대한 최초의 분화 기록은 1904년으로 1914년까지 존재했던 '신이오섬'(新硫黄島)이라는 일시적인 섬을 만들어냈다. 기타 신생 섬들도 분화 과정에서 탄생했는데 가장 최근의 섬 형성은 1986년 일어났다. 2010년에는 일본 해상보안청이 바다 위 1 km에서 올라오는 수증기 연기기둥과 주변 지역의 물 변색현상을 관측하였다. 2021년에는 일본 기상청(JMA)이 8월 13일 현지시각 오전 6시 20분경 해저화산이 분화했다고 통보했다. 8월 16일에는 이전 폭발로 인해 새로운 섬이 생겨났다는 보고가 들어왔다.
2021년 10월, 후쿠토쿠오카노바에서 발생한 대량의 자갈이 가고시마현의 19개 항구와 오키나와현의 11개 항구를 덮치면서 어업, 관광업, 환경에 큰 피해를 주었다. 잔해 청소에는 약 2-3주가 소요되었다.

### 연표
- 1904-1905년: 높이 145 m, 둘레 대략 7.2 km의 원형 섬이 해저화산의 분화로 만들어졌다.[7] 1905년 6월에는 3 m 미만의 높이로 줄어들어 암초가 되었다.
- 1914년: 1월 해저화산 분화로 높이 300 m, 둘레 약 11.8 km의 새로운 섬이 만들어졌다.[7] 이 섬은 연말 들어서 곳곳이 붕괴하였다.
- 1916년: 섬이 완전히 물에 잠겼다.
- 1986년: 1월 해저화산 분화로 섬이 형성되었으나 3월도 되지 않아 새로 생긴 섬이 물에 완전히 잠겼다.[7]
- 2005년: 7월 2일 해저화산 분화로 1,000 m 높이와 50-100 m 직경의 거대한 수증기기둥이 발생하였다.
- 2007년: 12월 1일부터 일본 기상청이 분화경보를 발표하기 시작했고, 이후 '주변 해역 경계'가 이어졌다.
- 2008년: 2월 경부터 수개월간 후쿠토쿠오카노바 인근 해역에서 물이 변색된 것을 확인하였다.[8]
- 2010년: 2월 3일 해저화산 분화로 인근 해역에서 변색된 물이 관측되었다.[9][10]
- 2013년: 9월 27일 해상자위대의 관측 결과 해수면이 녹색으로 변했고 반경 450 m 이내의 해수면에서 흰 거품이 분출하는 현상을 발견하였다.[11]
- 2020년: 2월 4일 일본 해상보안청의 관측 결과 황록색으로 물이 변색된 것을 확인하였다.
- 2021년: 8월 13일 해저화산 분화가 관측되었다. 분화연의 높이는 17,000 m였다. 화산번개도 관측되었다. 화산재는 남중국해 동북부의 바시 해협 너머까지 퍼져나갔다.[12] 이 분화는 전후 일본에서 가장 거대한 화산 분화로 기록되었다.[13] 일본 해상보안청의 관측에서 8월 15일에는 1 km 길이의 새 섬인 '니지마섬'이 관측되었다.[14] 8월 17일에는 니지마섬이 동쪽과 서쪽 두 부분으로 나눠졌고 10월 20일에는 니지마섬 동쪽이 사라진 것을 확인하였다.[13] 10월에는 본 섬의 분화로 발생한 것으로 추정되는 대량의 부석이 약 1,000 km 거리에 떨어진 다이토 제도, 오키나와섬, 아마미 제도에 해안에 떠밀려 온 것이 발견되었다.[13][15][16]
- 2022년: 1월 6일, 아사히 신문사가 상공을 비행해 전년도에 새로 생긴 섬이 물에 잠기고 있음을 확인했다. 또한 화산 폭발 지수 VEI4로 계산되었다.[17]

## 사진첩

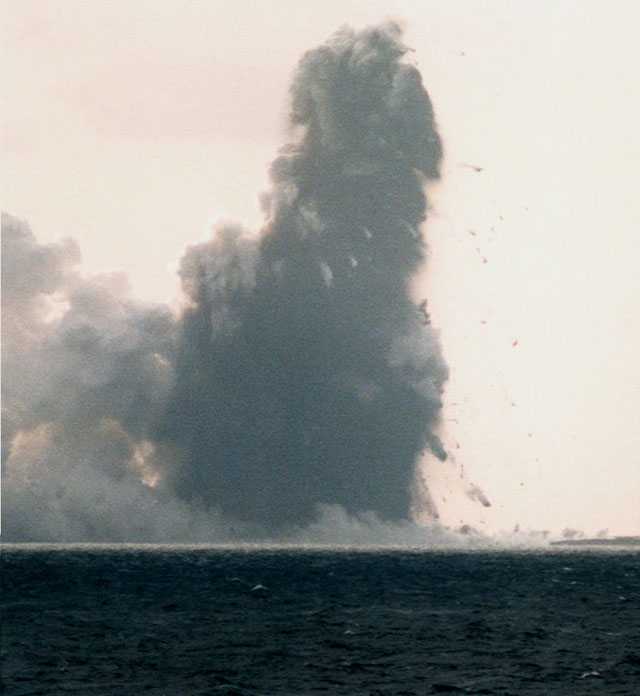
1986년 1월 20일 후쿠토쿠오카노바가 분화하는 모습.
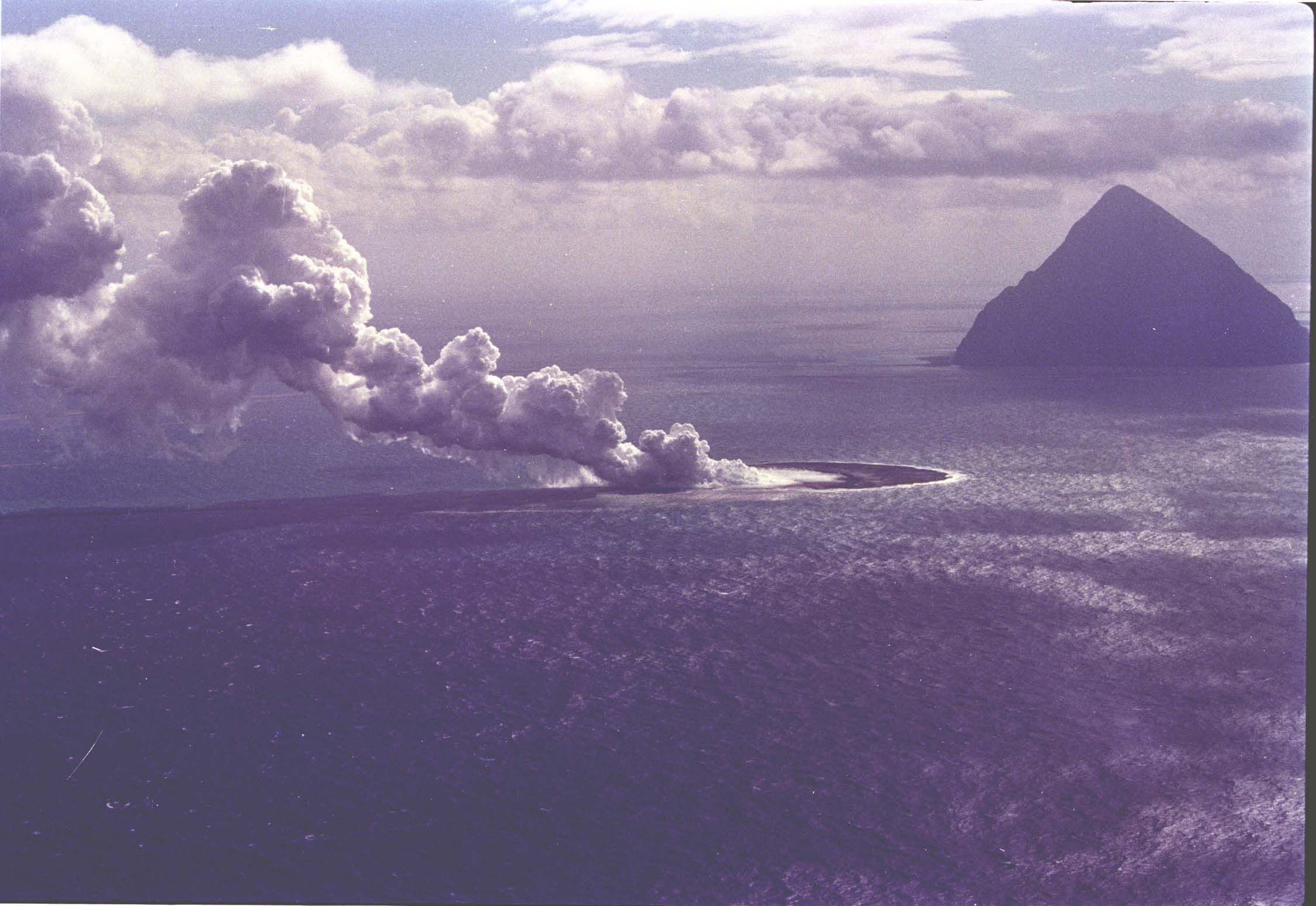
1986년 1월 20일 후쿠토쿠오카노바와 미나미이오섬의 모습.
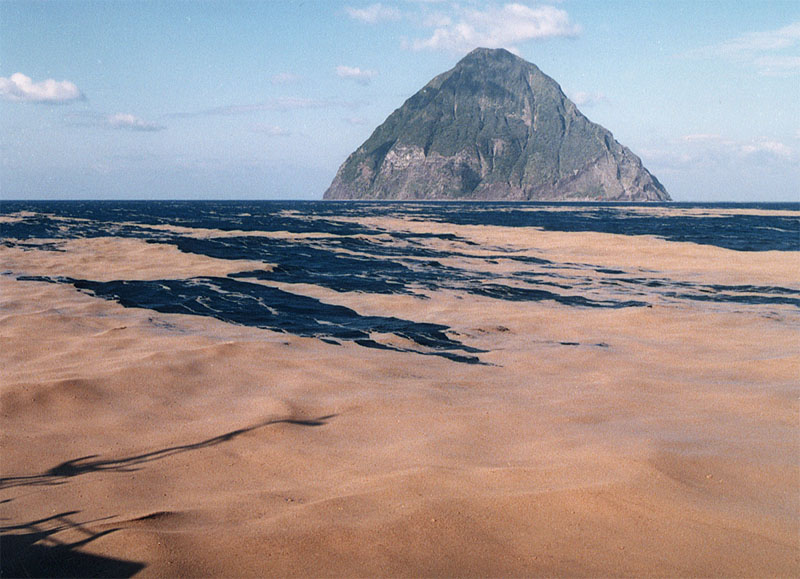
1986년 1월 20일, 화산폭발로 바다속에 묻혀 있던 부석이 해안가를 덮고 있다. 멀리 보이는 섬은 미나미이오섬이다.
히마와리 8호 위성이 관측한 2021년 8월 12일-13일 사이 후쿠토쿠오카노바의 분화 모습.

## 같이 보기
- 일본의 화산 목록